# مو بره
مو بره یک ستاره است که در صورت فلکی بره قرار دارد.